# Links 2-3-4
Links 2-3-4 är en singel av bandet Rammstein från albumet Mutter. Låten debuterade live den 16 april 2000, då under namnet "Links". I låten sjunger Till Lindemann ordet zwo istället för den vanligare formen zwei. Båda former är korrekta, men uttalet zwo används mestadels inom militären för att undvika missförstånd mellan orden zwei och drei, vilka rimmar. Låten sägs vara ett sätt för bandet att dementera ryktena om att de är nazister. I låten sjungs det om att "deras hjärtan slår åt vänster", vilket tolkas som att de sympatiserar med den politiska vänstern. Låten är en allusion på den revolutionära låten "Einheitsfrontlied", skriven av Bertolt Brecht för Tysklands kommunistiska parti. Låten finns även med på albumet Battery: A Tribute to Rammstein, fast då i en cover-version av J.P. Melen.
Musikvideon består av animerade myror. Regissören drar paralleller till filmer såsom Spindlarna, Starship Troopers och De förlorade barnens stad, men han säger även att musikvideon är en hyllning till Phase IV och Luis Buñuel.

## Låtlista

### Maxisingel
1. "Links 2-3-4" – 3:43
2. "Halleluja" – 3:46
3. "Links 2-3-4 (Geradeaus Remix)" (Remix av Clawfinger) – 4:28
4. "Links 2-3-4 (Technolectro Mix)" (Remix av Westbam) – 5:58
5. "Links 2-3-4 (Hard Rock Cafe Bonus Mix)" (Remix av Westbam) – 3:43

### 2-spårs singel
1. "Links 2-3-4" – 3:43
2. "Halleluja" – 3:46

### DVD-maxisingel

#### Audio
1. "Links 2-3-4" – 3:43
2. "Halleluja" – 3:46
3. "Links 2-3-4 (Geradeaus Remix)" (Remix av Clawfinger) – 4:28
4. "Links 2-3-4 (Technolectro Mix)" (Remix av Westbam) – 5:58
5. "Links 2-3-4 (Hard Rock Cafe Bonus Mix)" (Remix av Westbam) – 3:43

#### Video
- "Links 2-3-4" (Musikvideo) – 3:37
- "Links 2-3-4" (Bakom scenerna på musikvideon) – 10:11
- Fotogalleri